# 크누트 프리델
크누트 힐딩 프리델(스웨덴어: Knut Hilding Fridell, 1908년 9월 8일 ~ 1992년 2월 3일)은 스웨덴의 레슬링 선수이다.